# Oxyodes
Oxyodes is een geslacht van vlinders van de familie spinneruilen (Erebidae), uit de onderfamilie Calpinae.

## Soorten
- O. billeti De Joannis, 1900
- O. ochracea Pagenstecher, 1884
- O. scrobiculata Fabricius, 1775
- O. tricolor Guenée, 1852